# Leucania solita
Leucania solita là một loài bướm đêm trong họ Noctuidae.